# Dastarcus excisus
Dastarcus excisus is een keversoort uit de familie knotshoutkevers (Bothrideridae). De wetenschappelijke naam van de soort werd in 1881 gepubliceerd door César Marie Félix Ancey.